# Vùng siêu địa chấn Sunda

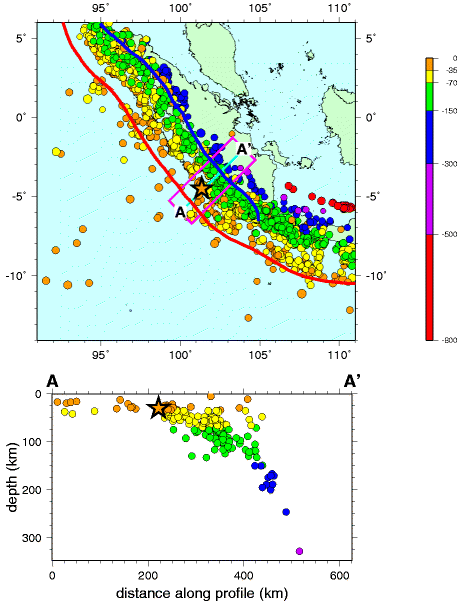
Các địa chấn ở độ sâu dọc khắp rãnh hút chìm Sunda, phần dưới khu vực siêu địa chấn Sunda – động đất Sumatra tháng 9 năm 2007 là hình ngôi sao

Vùng siêu địa chấn Sunda là một đứt gãy dài khoảng 5500 km từ Myanmar (Miến điện) ở phía bắc, chạy dọc phía tây nam của Sumatra, tới phía nam của Java và Bali trước khi kết thúc gần Úc. Vùng siêu địa chấn nằm ở ranh giới hội tụ nơi mà nó hình thành ranh giới giữa mảng Á-Âu nằm đè lên trên và vùng hút chìm ở mảng Ấn-Úc. Nó là một trong những vùng có chấn động nhiều nhất trên Trái Đất, tạo ra rất nhiều trận động đất lớn và siêu lớn, bao gồm động đất và sóng thần Ấn Độ Dương 2004 đã giết chết hơn 230.000 người. Siêu địa chấn Sunda có thể được chia thành 3 phần siêu động đất Andaman, siêu động đất Sumatra và siêu động đất Java. Vành đai Bali-Sumbawa có ít động đất hơn.

## Bối cảnh kiến tạo

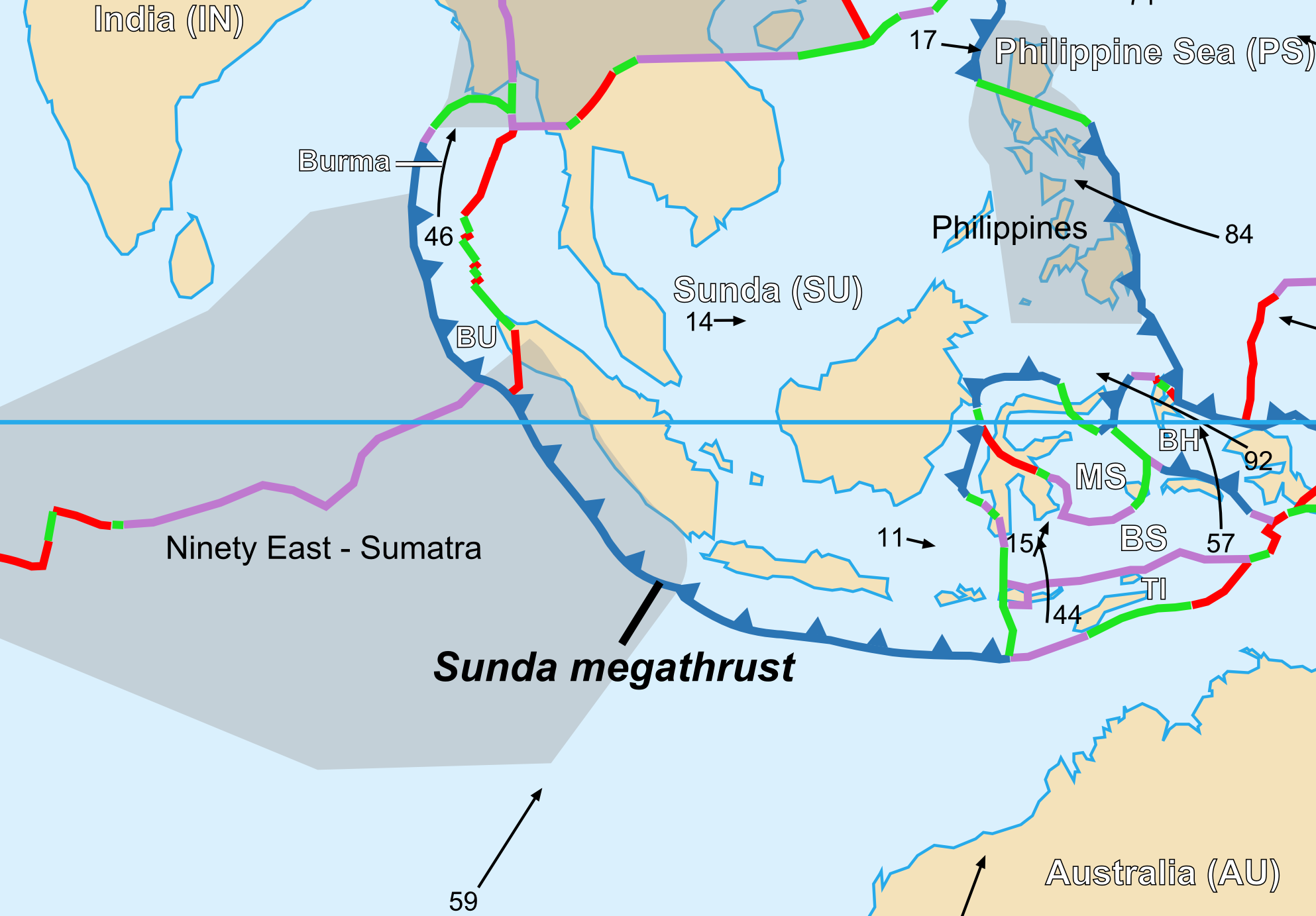
Bối cảnh mảng kiến tạo của vùng siêu động đất Sanda

Có hai mảng hút chìm là mảng Ấn Độ và mảng Úc. Tương tự, mảng đè lên bao gồm mảng Sunda và mảng Burma. Chuyển động tương đối của các mảng hút chìm và mảng đè lên thay đổi một chút dọc theo đường phương nhưng nó luôn luôn rất nghiêng. Thành phần trượt ngang của sự hội tụ nghiêng tạo ra bởi sự dịch chuyển trên đứt gãy lớn Sumatran, trong khi thành phần trượt nghiêng tạo ra bởi siêu địa chấn Sunda.

## Hình học
Vùng siêu địa chấn Sunda có cấu trúc mặt phẳng cong, tạo thành một vòng cung khi nhìn trên bản đồ điển hình là vùng Sumatra, độ nghiêng tăng từ 5°-7° ở gần vùng rãnh, sau đó tăng lên 15°-20° ở dưới đảo Mentawai đến 30° phần dưới bờ biển của Sumatra.

## Động đất

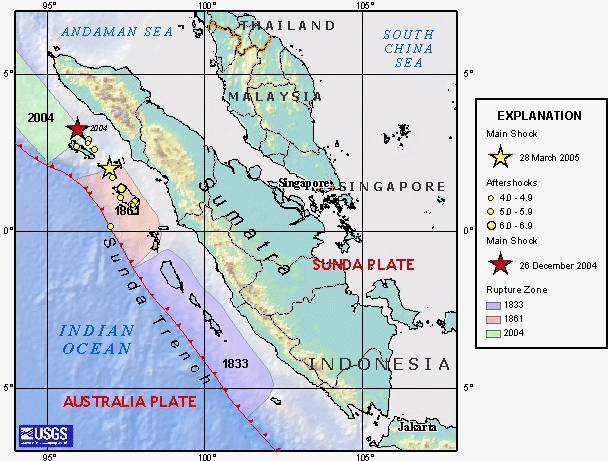
Vùng đứt gãy của các trận động đất năm 1861, 1833 và 2004 và khu vực động đất chính và dư trấn năm 2005.

Ở ranh giới giữa các mảng này, các trận động đất xảy ra dọc theo vùng siêu địa chấn Sunda và năm trong cả vùng hút chìm và vùng đè lên. Các trộng đất lớn nhất được tạo ra khi các siêu địa chấn xảy ra. Nghiên cứu về cả các trận động đất mới và trong lịch sử cho thấy rằng các siêu địa chấn xảy ra thành từng cụm. Các trận động đất lớn xảy ra dọc theo vùng siêu địa chấn (năm 1797, 1833, 1861, năm 2004, 2005 và 2007), với các sự kiện nhỏ hơn xảy ra ở ranh giới giữa các cụm này (năm 1935, năm 1984, năm 2000 và năm 2002). Khu vực phá huỷ của sự kiện năm 1861 rất giống với năm 2005, cho thấy rằng nó có thể được coi như là một sự kiện lặp lại. Sự kiện năm 2007 được diễn tả là một phần không hoàn chỉnh của sự kiện năm 1833.
Động đất năm 2004 phá huỷ một khúc lớn trong vùng siêu địa chấn. Nghiên cứu về bằng chứng của các sự kiện trong lịch sử có cùng kích thước này cho thấy rằng chúng rất hiếm, với hai sự kiện ứng cử viên xảy ra năm 1290-1400 SCN và 780-990 SCN. Khu Java-Bali của vùng siêu địa chấn không có sự xuất hiện của các trận động đất lớn, chủ yếu là các đứt gãy không tạo ra động đất.

## Danh sách các động đất ở vùng siêu địa chấn Sunda
Bảng này liệu kê các trận động đất ở vùng siêu địa trấn Sunda với cường độ 7 hoặc cao hơn, hoặc bất kỳ động đất nào gây ra tử vong. Ghi chép lịch sử trước năm 2004 không đầy đủ.
| Ngày/Thời gian          | Địa điểm                                | Toạ độ                                    | Tử Vong                             | Độ lớn        | Ghi chú                                         | Sources           |
| ----------------------- | --------------------------------------- | ----------------------------------------- | ----------------------------------- | ------------- | ----------------------------------------------- | ----------------- |
| 1797-02-10              | Bắc Siberut, Quần đảo Mentawai          | 1°00′N 99°00′Đ / 1°N 99°Đ                 | 300                                 | 8.4           | Xem động đất Sumatra 1797                       | [ 5 ]             |
| 1833-11-25              | 50 km Đông Bắc Pagai, Quần đảo Mentawai | 2°30′N 100°30′Đ / 2,5°N 100,5°Đ           | Nhiều nạn nhân                      | 8.8–9.2 Mw    | Xem động đất Sumatra 1833                       | [ 6 ] [ 7 ] [ 8 ] |
| 1861-02-16              | Nias                                    | 1°00′B 97°30′Đ / 1°B 97,5°Đ               | 905                                 | 8.5           | Tạo ra sóng thần lớn. Xem động đất Sumatra 1861 | [ 9 ] [ 10 ]      |
| 1935-12-28 02:35        | Tây Đảo Batu                            | 0°00′B 98°12′Đ / 0°B 98,2°Đ               |                                     | 7.7           | xem động đất Sumatra 1935                       | [ 11 ]            |
| 1984-11-17 06:49        | Giữa Nias và quần đảo Batu              | 0°12′B 98°02′Đ / 0,2°B 98,03°Đ            |                                     | 7.2           | Xem động đất Bắc Sumatra 1984                   | [ 12 ]            |
| 2000-06-04 16:28        | 70 km Tây Bắc Bắc quần đảo Enggano      | 4°43′N 102°05′Đ / 4,72°N 102,09°Đ         | 46                                  | 7.9           | Xem động đất Sumatra 2000                       |                   |
| 2002-11-02 01:26        | 8 km Bắc huyện Simeulue                 | 2°49′B 96°05′Đ / 2,82°B 96,09°Đ           | 3                                   | 7.3           | Xem động đất Sumatra 2002                       |                   |
| 2004-12-26 00:58        | 50 km Bắc huyện Simeulue                | 3°18′B 95°52′Đ / 3,3°B 95,87°Đ            | 229,000                             | 9.3 Mw (USGS) | Xem động đất Ấn Độ Dương 2004                   |                   |
| 2005-03-28 16:09        | Bangkaru, quần đảo Banyak               | 2°05′B 97°07′Đ / 2,08°B 97,11°Đ           | 1,303                               | 8.6 Mw (HRV)  | Xem động đất Nias–Simeulue 2005                 |                   |
| 2007-09-12 11:10        | 125 km Tây Nam Bengkulu                 | 4°31′01″N 101°22′55″Đ / 4,517°N 101,382°Đ | 25                                  | 8.4 Mw (HRV)  | Xem động đất Sumatra tháng 9 năm 2007           |                   |
| 2007-09-12 23:49:04 UTC | 205 km Tây Bắc Bengkulu                 | 2°30′22″N 100°54′22″Đ / 2,506°N 100,906°Đ | -                                   | 7.9 Mw (USGS) | Xem động đất Sumatra tháng 9 năm 2007           |                   |
| 2007-09-13 03:35:26 UTC | 165 km Tây Nam Nam Padang               | 2°09′36″N 99°51′04″Đ / 2,16°N 99,851°Đ    | -                                   | 7.0 Mw (USGS) | Xem động đất Sumatra tháng 9 năm 2007           |                   |
| 2008-02-20 08:36:35 UTC | 310 km Đông Nam Nam Banda Aceh          | 2°46′41″B 95°58′41″Đ / 2,778°B 95,978°Đ   | 3                                   | 7.4 Mw (USGS) |                                                 | [ 13 ]            |
| 2008-02-25 08:36:35 UTC | 160 km Tây Nam Nam Padang               | 2°21′07″N 100°01′05″Đ / 2,352°N 100,018°Đ |                                     | 7.2 Mw (USGS) |                                                 | [ 14 ]            |
| 2009-09-30 10:16:10     | 45 km Tây Tây Bắc Padang                | 0°43′30″B 99°51′22″Đ / 0,725°B 99,856°Đ   | 6,234                               | 7.6 Mw (USGS) | Xem động đất Sumatra 2009                       |                   |
| 2010-04-06 22:15:02 UTC | 215 km Đông Nam Medan                   | 2°21′36″B 97°07′55″Đ / 2,36°B 97,132°Đ    | 62 người bị thương                  | 7.8 Mw (USGS) | Xem động đất Sumatra tháng 4 năm 2010           |                   |
| 2010-05-09 05:59:42 UTC | 215 km Tây Nam Nam Banda Aceh           | 3°44′49″B 96°00′47″Đ / 3,747°B 96,013°Đ   | -                                   | 7.2 Mw (USGS) |                                                 | [ 15 ]            |
| 2010-10-25 14:42:22 UTC | 240 km Tây Bengkulu                     | 3°27′50″N 100°05′02″Đ / 3,464°N 100,084°Đ | 435 người chết & 100 người mất tích | 7.7 Mw (USGS) | xem động đất sóng thần Sumatra 2010             | [ 16 ]            |